# 台北縣轄公車橘6線 (2004年以前)
台北縣轄橘6路線是新北市轄公車已停駛之路線，於2001年11月3日至2004年4月10日期間提供服務。

## 簡介
橘6停駛之前的路線，往程自中和市勝利路轉永和市環河西路三段，轉經保生路後左轉保順路，至文化路口後右轉續行，至永和路口後至捷運頂溪站，返程之後至信義路口後右轉，沿仁愛路、保福路、中山路一段、保生路、仁愛路，再行駛至莊仁橋一帶，接中和市莊敬路49巷至莊敬路。
為了服務台北縣板橋市、永和市及中和市小型社區民眾往來捷運站，台北縣政府交通局特別於2001年底規劃出11捷運接駁公車，其中橘6服務的範圍主要在永和市西區，為順時針之環狀路線，方便永和市保福路二段、保安路等地居民往來捷運頂溪站，由臺北客運營運。
自2003年7月起，永和市公所自行開辦市民免費接駁車服務市民，其中A線與橘6嚴重重疊達65%，且A線同樣也為順時針之環狀路線，對橘6的營運非常不利。
因客源不斷流失，台北縣政府交通局在2004年3月底核准台北客運橘6線停駛，橘6於4月10日起正式停駛，而當時被外界認為是永和市公所「趕走」民營公車業者，因此登上報紙地方版版面。

## 歷史
- 2001年11月3日：配合台北縣政府交通局規劃之「板橋與中永和地區新闢11條捷運接駁公車」而開闢，至同年12月31日為試辦期。
- 2002年1月1日：橘6於試辦期間達到標準，正式營運
- 2002年4月：提升服務水準，縮短班距並更改行駛動線，改行經中和市莊敬路及永和市環河西路三段。
- 2003年4月：調降服務水準，班距拉長為30~60分鐘一班。
- 2004年4月10日：正式停駛。